# متیو دبوشی
متیو دبوشی (فرانسوی: Mathieu Debuchy‎؛ زادهٔ ۲۹ ژوئیهٔ ۱۹۸۵) بازیکن بازنشسته فوتبال اهل فرانسه است.
وی سابقه ۲۷ بازی و ۲ گل ملی برای تیم ملی فوتبال فرانسه در کارنامه دارد، همچنین پست تخصصی او دفاع راست است.

## باشگاه ها

### جوانی
دبوشی در فرتین ، نورد متولد شد. وی کار خود را با بازی در باشگاه زادگاه خود Union Sportive Fretin آغاز کرد تا اینکه در سن 8 سالگی به لیل پیوست. وی پس از گذراندن یک دهه در سیستم جوانان لیل ، پس از تعطیلات زمستانی فصل 2003-2004 به تیم بزرگسالان ارتقا یافت. پیراهن شماره 33 به دبوشی داده شد و همزمان اولین بازی حرفه ای خود را انجام داد و اولین بازی خود را در 31 ژانویه 2004 در یک بازی لیگ مقابل متز آغاز کرد. او در حالی که لیل یک بر صفر پیروز شد ، کل مسابقه را انجام داد. دبوشی در آن فصل پنج بازی دیگر انجام داد که شامل دو بازی کامل و سه بازی به عنوان بازیکن تعویضی بود. 
در فصل بعد ، دبوشی به شماره 2 روی آورد و زمان بازی او به طور قابل توجهی افزایش یافت. او در 19 مسابقه ظاهر شد و سه گل به ثمر رساند. اولین گل حرفه ای او برابر بوردو بود. دبوشی در دقیقه اول مسابقه گل را به ثمر رساند. بازی بی نظیر لیل در آن فصل باعث شد تا این تیم در جایگاه دوم لیگ قرار گیرد و در نتیجه ، راهی لیگ قهرمانان یوفا شود. دبوشی همچنین در مرحله یک هشتم نهایی لیل در جام یوفا 2004-2005 جایی که این باشگاه توسط باشگاه فرانسوی Auxerre حذف شد ، نقش مهمی داشت.
دبوشی در یازده شروع در فصل 2006-2005 به یک بازی ثابت تبدیل شد. در 26 مارس 2006 ، او در لیگ در برابر استراسبورگ به رباط های زانو آسیب زد. آسیب دیدگی نیاز به جراحی داشت که وی را برای شش ماه محروم کرد. در نتیجه آسیب دیدگی ، دبوشی در مسابقات قهرمانی زیر 21 سال اروپا در سال 2006 یوفا از دست داد. یک هفته پس از آسیب دیدگی ، در 4 آوریل ، مقامات لیل به دبوشی اعطا کردند که قرارداد را تا سال 2010 تمدید کند.

### نیوکاسل
هفت ماه پس از پیشنهاد ناموفق خود ، باشگاه انگلیسی نیوکاسل یونایتد در 4 ژانویه 2013 ، با پرداخت هزینه نامعلوم در منطقه 5.5 میلیون پوند ، دبوشی را با قراردادی پنج و نیم ساله امضا کرد. او اولین بازی خود را برای نیوکاسل در 12 ژانویه 2013 در برابر نورویچ سیتی انجام داد.
او در 27 اکتبر 2013 اولین و تنها گل رقابتی نیوکاسل یونایتد در دوران حرفه ای خود را در دربی Tyne-Wear مقابل Sunderland در ورزشگاه نور به ثمر رساند ، و نتیجه را پس از نیمه وقت تساوی داد تا اینکه در نهایت نیوکاسل بازی را با نتیجه 2–1 از دست داد. در 1 ژانویه 2014 ، دبوشی برای اولین بار در کار خود در نیوکاسل پس از یک چالش عجیب با کلودیو یاکوب در یک شکست 1-0 در خارج از خانه مقابل وست برومویچ اخراج شد.

### آرسنال
دبوشی پس از قهرمانی در سال 2014 FACommunity Shield با آرسنال دبوشی در 17 ژوئیه 2014 به باشگاه آرسنال ، لیگ برتر انگلیس ، با امضای قراردادی بلند مدت با مبلغی نامعلوم (30 میلیون پوند) به باشگاه آرسنال رفت و پیراهن شماره 2 از هموطن فرانسوی ابو دیابی را دریافت کرد ، شماره خالی 24.وی گفت: "بازی دوباره در لیگ قهرمانان اروپا برای من هیجان بزرگی است و من تمام تلاش خود را می کنم تا به آرسنال کمک کنم تا برای کسب جایزه رقابت کند. او در پیروزی 3-0 مقابل منچسترسیتی ، مدافع عنوان قهرمانی لیگ در آستانه آرسنال ، در 10 آگوست 2014 در استادیوم ومبلی ، در ورزشگاه ومبلی ، اولین قهرمانی خود را برای آرسنال جشن گرفت. شش روز بعد او برای اولین بار در لیگ برتر به عنوان بازیکن آرسنال حضور یافت ، ضربه او در زمان مصدومیت دفع شد و سپس توسط آرون رمزی برای پیروزی 2-1 در خانه مقابل کریستال پالاس تبدیل شد. دبوشی در تاریخ 27 آگوست در پیروزی آرسنال مقابل بشیکتاش در مرحله پلی آف لیگ قهرمانان به دلیل دو کارت زرد اخراج شد. 
در 13 سپتامبر 2014 ، دبوشی در پایان تساوی 2-2 برابر منچسترسیتی رباط های مچ پا خود را آسیب دید. به او اکسیژن داده شد و او را با برانکارد از زمین بیرون آوردند. به دنبال جراحی مچ پا ، حدود سه ماه از کار افتاد. او در 9 دسامبر در بازی لیگ قهرمانان مقابل گالاتاسرای به تیم اول بازگشت. دوازده روز پس از آن ، او اولین گل خود را برای این تیم به ثمر رساند ، اولین گل تساوی در تساوی 2-2 مقابل لیورپول در آنفیلد. دبوشی در 11 ژانویه 2015 در برابر استوک سیتی مصدوم شد. سپس وی از ناحیه کتف جدا شده تحت عمل جراحی قرار گرفت و برای سه ماه دیگر از این تصمیم محروم شد. 
دبوشی در 18 آوریل 2015 از مصدومیت بازگشت و 120 دقیقه کامل بازی کرد در حالی که آرسنال در نیمه نهایی جام حذفی انگلیس در ومبلی با نتیجه 2–1 ردینگ را شکست داد. او دیگر در آن فصل حضور پیدا نکرد ، در عوض هکتور بِرین در پیروزی 4–0 آرسنال مقابل استون ویلا در فینال جام ، در پست دفاع راست بازی کرد. و دبوشی نیمکت نشین شد.
آرسنال در 2 آگوست Community Shield را حفظ کرد ، و برین دوباره از دبوشی شروع کرد. دبوشی فقط دو مسابقه لیگ برتر 2015-2016 را انجام داد ، در اولین مسابقه آرسنال در لیگ برتر در فصل 2015-2016 در برابر وستهام یونایتد در 9 آگوست شروع شد و همچنین در بازی در لیگ برتر مقابل تاتنهام در 8 نوامبر شروع شد. 
در 22 ژوئیه 2016 ، پس از پایان دوره طلسم نیم فصل قرضی خود در لیگ دسته 1 بوردو ، دبوشی در طی فصل قبل به آرسنال بازگشت و نیمه اول بازی دوستانه آرسنال را با تساوی 1-1 خارج از خانه مقابل تیم لیگ فرانسه 2 لیگ دسته 2 انجام داد. در 27 نوامبر 2016 ، او اولین بازی خود را در لیگ برتر مقابل بورنموث در ورزشگاه امارات انجام داد ، اما پس از فقط 16 دقیقه با پیروزی 3–1 توپچی ها ، از ناحیه همسترینگ مصدوم شد و او را تا ژانویه 2017 محروم کرد. او دیگر از این بازی نکرد. برای تیم اول آن فصل. 
در 19 اکتبر 2017 ، دبوشی اولین پیروزی خود را برای آرسنال تقریباً یک سال در برابر FK Crvena Zvezda در پیروزی 1–0 در لیگ اروپا یوفا انجام داد. در 24 اکتبر 2017 ، او اولین بازی خود در این فصل لیگ کاپ را مقابل نوریچ سیتی انجام داد که آرسنال پس از وقت اضافی 2-1 پیروز شد. 

### بوردوآکس و سنت آتین
در 1 فوریه 2016 ، دبوشی تا پایان فصل 16-2015 به صورت قرضی به تیم بوردوآکس در لیگ فرانسه پیوست.
در 31 ژانویه 2018 ، شش ماه قبل از انقضا قرارداد با آرسنال ، دبوشی با انتقال آزاد به باشگاه AS 1 از لیگ ایتالیا پیوست. قرارداد او با سنت اتین تا پایان فصل 18-2017 ادامه خواهد داشت. 
در 2 فوریه 2018 ، دبوشی در اولین مسابقه خود برای سنت اتین در لیگ 1 پیروزی 2–0 خارج از خانه مقابل آمیان را آغاز کرد. او در قلب بیشتر حملات خطرناک سنت اتین بود ، در دقیقه 62 یک گل زد و به عنوان مرد مسابقه انتخاب شد. در 25 فوریه ، دبوشی در دقیقه 90 بازی دربی دو Rhône برابر لیون ، گل تساوی سنت اتین را به ثمر رساند ، یک بازی خارج از خانه لیگ 1 که با تساوی 1-1 به پایان رسید. در 6 آوریل ، دبوشی یک پاس گل دقیقه 17 ارائه داد (ارسال او باعث شد رمی کابلا بتواند از فاصله نزدیک به خانه ضربه بزند) و در دقیقه 92 در لیگ 1 تساوی 1-1 خانگی مقابل پاری سن ژرمن را به گل تبدیل کرد. در 14 آوریل ، دبوشی در دقیقه 82 از تنها شوت سنت اتین به سمت دروازه مسابقه گل زد ، یک پیروزی 1-0 لیگ یک مقابل استراسبورگ. 
در 25 ژوئن 2018 ، دبوشی قرارداد سه ساله جدیدی را با Saint-Etienne امضا کرد. در 14 آوریل 2019 ، دبوشی اولین پیروزی حرفه ای خود را در لیگ 1 ، در پیروزی 3-0 خانگی برابر بوردو به ثمر رساند. 
در 31 ژانویه 2018 ، شش ماه قبل از انقضا قرارداد با آرسنال ، دبوشی با انتقال آزاد به باشگاه AS 1 از لیگ ایتالیا پیوست. قرارداد او با سنت اتین تا پایان فصل 18-2017 ادامه خواهد داشت. در 2 فوریه 2018 ، دبوشی در اولین مسابقه خود برای سنت اتین در لیگ 1 پیروزی 2–0 خارج از خانه مقابل آمیان را آغاز کرد. او در قلب بیشتر حملات خطرناک سنت اتین بود ، در دقیقه 62 یک گل زد و به عنوان مرد مسابقه انتخاب شد. در 25 فوریه ، دبوشی در دقیقه 90 بازی دربی دو Rhône برابر لیون ، گل تساوی سنت اتین را به ثمر رساند ، یک بازی خارج از خانه لیگ 1 که با تساوی 1-1 به پایان رسید. در 6 آوریل ، دبوشی یک پاس گل دقیقه 17 ارائه داد (ارسال او باعث شد رمی کابلا بتواند از فاصله نزدیک به خانه ضربه بزند) و در دقیقه 92 در لیگ 1 تساوی 1-1 خانگی مقابل پاری سن ژرمن را به گل تبدیل کرد. در 14 آوریل ، دبوشی در دقیقه 82 از تنها شوت سنت اتین به سمت دروازه مسابقه گل زد ، یک پیروزی 1-0 لیگ یک مقابل استراسبورگ. 
در 25 ژوئن 2018 ، دبوشی قرارداد سه ساله جدیدی را با Saint-Etienne امضا کرد. در 14 آوریل 2019 ، دبوشی اولین پیروزی حرفه ای خود را در لیگ 1 ، در پیروزی 3-0 خانگی برابر بوردو به ثمر رساند. در 31 ژانویه 2018 ، شش ماه قبل از انقضا قرارداد با آرسنال ، دبوشی با انتقال آزاد به باشگاه AS 1 از لیگ ایتالیا پیوست. قرارداد او با سنت اتین تا پایان فصل 18-2017 ادامه خواهد داشت. در 2 فوریه 2018 ، دبوشی در اولین مسابقه خود برای سنت اتین در لیگ 1 پیروزی 2–0 خارج از خانه مقابل آمیان را آغاز کرد. او در قلب بیشتر حملات خطرناک سنت اتین بود ، در دقیقه 62 یک گل زد و به عنوان مرد مسابقه انتخاب شد. در 25 فوریه ، دبوشی در دقیقه 90 بازی دربی دو Rhône برابر لیون ، گل تساوی سنت اتین را به ثمر رساند ، یک بازی خارج از خانه لیگ 1 که با تساوی 1-1 به پایان رسید. در 6 آوریل ، دبوشی یک پاس گل دقیقه 17 ارائه داد (ارسال او باعث شد رمی کابلا بتواند از فاصله نزدیک به خانه ضربه بزند) و در دقیقه 92 در لیگ 1 تساوی 1-1 خانگی مقابل پاری سن ژرمن را به گل تبدیل کرد. در 14 آوریل ، دبوشی در دقیقه 82 از تنها شوت سنت اتین به سمت دروازه مسابقه گل زد ، یک پیروزی 1-0 لیگ یک مقابل استراسبورگ. 
در 25 ژوئن 2018 ، دبوشی قرارداد سه ساله جدیدی را با Saint-Etienne امضا کرد. در 14 آوریل 2019 ، دبوشی اولین پیروزی حرفه ای خود را در لیگ 1 ، در پیروزی 3-0 خانگی برابر بوردو به ثمر رساند. در 31 ژانویه 2018 ، شش ماه قبل از انقضا قرارداد با آرسنال ، دبوشی با انتقال آزاد به باشگاه AS 1 از لیگ ایتالیا پیوست. قرارداد او با سنت اتین تا پایان فصل 18-2017 ادامه خواهد داشت. 
در 2 فوریه 2018 ، دبوشی در اولین مسابقه خود برای سنت اتین در لیگ 1 پیروزی 2–0 خارج از خانه مقابل آمیان را آغاز کرد. او در قلب بیشتر حملات خطرناک سنت اتین بود ، در دقیقه 62 یک گل زد و به عنوان مرد مسابقه انتخاب شد. در 25 فوریه ، دبوشی در دقیقه 90 بازی دربی دو Rhône برابر لیون ، گل تساوی سنت اتین را به ثمر رساند ، یک بازی خارج از خانه لیگ 1 که با تساوی 1-1 به پایان رسید. در 6 آوریل ، دبوشی یک پاس گل دقیقه 17 ارائه داد (ارسال او باعث شد رمی کابلا بتواند از فاصله نزدیک به خانه ضربه بزند) و در دقیقه 92 در لیگ 1 تساوی 1-1 خانگی مقابل پاری سن ژرمن را به گل تبدیل کرد. در 14 آوریل ، دبوشی در دقیقه 82 از تنها شوت سنت اتین به سمت دروازه مسابقه گل زد ، یک پیروزی 1-0 لیگ یک مقابل استراسبورگ. 
در 25 ژوئن 2018 ، دبوشی قرارداد سه ساله جدیدی را با Saint-Etienne امضا کرد. در 14 آوریل 2019 ، دبوشی اولین پیروزی حرفه ای خود را در لیگ 1 ، در پیروزی 3-0 خانگی برابر بوردو به ثمر رساند. 
.